# Mimosa leptorhachis
Mimosa leptorhachis är en ärtväxtart som beskrevs av George Bentham. Mimosa leptorhachis ingår i släktet mimosor, och familjen ärtväxter. Inga underarter finns listade i Catalogue of Life.